# Stanley-Cup-Playoffs 1939
Die Playoffs um den Stanley Cup des Jahres 1939 begannen am 21. März 1939 und endeten am 16. April 1939 mit dem 4:1-Sieg der Boston Bruins über die Toronto Maple Leafs. Die Bruins gewannen damit ihren zweiten Titel nach 1929 und bestritten zu gleich ihr erstes Endspiel seit 1930. Zudem hatten sie in Person von Bill Cowley den besten Scorer der Playoffs in ihren Reihen. Für die Maple Leafs hingegen, die mit Gordie Drillon den besten Torschützen dieser post-season stellten, war es die vierte Finalniederlage in den letzten fünf Jahren. Darüber hinaus wurde 1939 der bis heute genutzte Best-of-Seven-Modus eingeführt, sodass ein Team fortan vier statt drei Siege zum Gewinn der Serie benötigte.

## Modus
Für die Playoffs qualifizierten sich die sechs besten Teams der Liga. Die ersten beiden Mannschaften der Abschlusstabelle spielten in einem ersten Halbfinale direkt einen der beiden Finalteilnehmer aus. Die vier übrigen Teams standen sich in zwei Viertelfinals gegenüber, wobei der Dritte der Setzliste auf den Vierten sowie der Fünfte auf den Sechsten traf. Die Viertelfinals mündeten schließlich im zweiten Halbfinale, das den zweiten Finalteilnehmer ermittelte. Dabei wurde das erste Halbfinale sowie das Stanley-Cup-Finale im Best-of-Seven-Modus ausgetragen, während in den Viertelfinalserien sowie der zweiten Halbfinalserie bereits zwei Siege zum Weiterkommen ausreichten und somit im Best-of-Three-Modus gespielt wurde.
In Serien mit Best-of-Seven-Modus hatte das höher gesetzte Team in den ersten beiden Spielen Heimrecht, die nächsten beiden das gegnerische Team. Sollte bis dahin kein Sieger aus der Runde hervorgegangen sein, wechselte das Heimrecht von Spiel zu Spiel. So hatte die höher gesetzte Mannschaft in den Spielen 1, 2, 5 und 7, also vier der maximal sieben Spiele, einen Heimvorteil. In Serien mit Best-of-Three-Modus wechselte das Heimrecht von Spiel zu Spiel, sodass die höher gesetzte Mannschaft im ersten und im entscheidenden dritten Spiel vor heimischem Publikum spielte. Anzumerken ist jedoch, das von der dargestellten Verteilung des Heimrechts aus verschiedenen Gründen regelmäßig abgewichen wurde.
Bei Spielen, die nach der regulären Spielzeit von 60 Minuten unentschieden blieben, folgte die Overtime. Sie endete durch das erste erzielte Tor (Sudden Death).

## Qualifizierte Teams
| - (1) Boston Bruins - (2) New York Rangers - (3) Toronto Maple Leafs | - (4) New York Americans - (5) Detroit Red Wings - (6) Canadiens de Montréal |

## Playoff-Baum
|  | Viertelfinale | Viertelfinale         | Viertelfinale       |                   |                     | Halbfinale | Halbfinale    | Halbfinale |  |  | Stanley-Cup-Finale | Stanley-Cup-Finale | Stanley-Cup-Finale |
|  |               |                       |                     |                   |                     |            |               |            |  |  |                    |                    |                    |
|  |               |                       |                     |                   |                     |            |               |            |  |  |                    |                    |                    |
|  |               |                       |                     |                   |                     |            |               |            |  |  |                    |                    |                    |
|  | 1             | Boston Bruins         | 4                   |                   |                     |            |               |            |  |  |                    |                    |                    |
|  | 1             | Boston Bruins         | 4                   |                   |                     |            |               |            |  |  |                    |                    |                    |
|  |               |                       | 2                   | New York Rangers  | 3                   |            |               |            |  |  |                    |                    |                    |
|  |               |                       |                     | New York Rangers  | 3                   |            |               |            |  |  |                    |                    |                    |
|  |               |                       |                     |                   |                     |            |               |            |  |  |                    |                    |                    |
|  |               |                       |                     |                   |                     |            |               |            |  |  |                    |                    |                    |
|  |               |                       |                     |                   |                     | 1          | Boston Bruins | 4          |  |  |                    |                    |                    |
|  |               | 3                     | Toronto Maple Leafs | 1                 |                     |            |               |            |  |  |                    |                    |                    |
|  | 3             | Toronto Maple Leafs   | 2                   |                   |                     |            |               |            |  |  |                    |                    |                    |
|  | 4             | New York Americans    | 0                   |                   |                     |            |               |            |  |  |                    |                    |                    |
|  | 4             | New York Americans    | 0                   | 3                 | Toronto Maple Leafs | 2          |               |            |  |  |                    |                    |                    |
|  |               |                       |                     | 3                 | Toronto Maple Leafs | 2          |               |            |  |  |                    |                    |                    |
|  |               |                       | 5                   | Detroit Red Wings | 1                   |            |               |            |  |  |                    |                    |                    |
|  | 5             | Detroit Red Wings     | 5                   | Detroit Red Wings | 1                   | 2          |               |            |  |  |                    |                    |                    |
|  | 5             | Detroit Red Wings     |                     |                   |                     |            |               |            |  |  |                    |                    |                    |
|  | 6             | Canadiens de Montréal | 1                   |                   |                     |            |               |            |  |  |                    |                    |                    |

## Viertelfinale

### (3) Toronto Maple Leafs – (4) New York Americans
| 21. März 1939 | Toronto Maple Leafs Pep Kelly (4:09) Pete Langelle (30:46) Syl Apps (34:48) Gordie Drillon (42:31) | 4:0 (1:0, 2:0, 1:0) Spielbericht Stand: 1:0 | New York Americans | Maple Leaf Gardens, Toronto, Ontario |

| 23. März 1939 | New York Americans | 0:2 (0:0, 0:0, 0:2) Spielbericht Stand: 0:2 | Toronto Maple Leafs Gordie Drillon (43:18) Gus Marker (58:12) | Madison Square Garden, New York City, New York |

### (5) Detroit Red Wings – (6) Canadiens de Montréal
| 21. März 1939 | Canadiens de Montréal Toe Blake (33:31) Louis Trudel (37:25) | 2:0 (0:0, 2:0, 0:0) Spielbericht Stand: 1:0 | Detroit Red Wings | Forum de Montréal, Montréal, Québec |

| 23. März 1939 | Detroit Red Wings Ken Kilrea (6:49) Marty Barry (20:32) Syd Howe (21:02) Syd Howe (53:44) Syd Howe (54:39) Sid Abel (57:02) Eddie Wares (58:30) | 7:3 (1:1, 2:2, 4:0) Spielbericht Stand: 1:1 | Canadiens de Montréal Walter Buswell (18:43) Walter Buswell (27:53) Armand Mondou (34:22) | Detroit Olympia, Detroit, Michigan |

| 26. März 1939 | Detroit Red Wings Marty Barry (67:47) | 1:0 n. V. (0:0, 0:0, 0:0, 1:0) Spielbericht Stand: 2:1 | Canadiens de Montréal | Detroit Olympia, Detroit, Michigan |

## Halbfinale

### (1) Boston Bruins – (2) New York Rangers
| 21. März 1939 | New York Rangers Alex Shibicky (38:18) | 1:2 n. V. (0:0, 1:0, 0:1, 0:0, 0:0, 0:1) Spielbericht Stand: 0:1 | Boston Bruins Bill Cowley (44:50) Bill Cowley (119:25) | Madison Square Garden, New York City, New York |

| 23. März 1939 | Boston Bruins Roy Conacher (18:15) Bill Cowley (19:13) Mel Hill (68:24) | 3:2 n. V. (2:0, 0:1, 0:1, 1:0) Spielbericht Stand: 2:0 | New York Rangers Alex Shibicky (34:20) Wilbert Hiller (57:46) | Boston Garden, Boston, Massachusetts |

| 26. März 1939 | Boston Bruins Gord Pettinger (7:38) Milt Schmidt (20:25) Milt Schmidt (50:00) Bill Cowley (52:06) | 4:1 (1:0, 1:1, 2:0) Spielbericht Stand: 3:0 | New York Rangers Babe Pratt (33:06) | Boston Garden, Boston, Massachusetts |

| 28. März 1939 | New York Rangers Mac Colville (8:58) Lynn Patrick (30:02) | 2:1 (1:1, 1:0, 0:0) Spielbericht Stand: 1:3 | Boston Bruins Milt Schmidt (0:49) | Madison Square Garden, New York City, New York |

| 30. März 1939 | Boston Bruins Bobby Bauer (7:39) | 1:2 n. V. (1:1, 0:0, 0:0, 0:1) Spielbericht Stand: 3:2 | New York Rangers Art Coulter (6:20) Clint Smith (77:19) | Boston Garden, Boston, Massachusetts |

| 1. April 1939 | New York Rangers Phil Watson (34:08) Bill Carse (45:58) Alex Shibicky (49:25) | 3:1 (0:0, 1:1, 2:0) Spielbericht Stand: 3:3 | Boston Bruins Mel Hill (31:40) | Madison Square Garden, New York City, New York |

| 2. April 1939 | Boston Bruins Ray Getliffe (35:52) Mel Hill (108:00) | 2:1 n. V. (0:0, 1:1, 0:0, 0:0, 0:0, 1:0) Spielbericht Stand: 4:3 | New York Rangers Muzz Patrick (37:45) | Boston Garden, Boston, Massachusetts |

### (3) Toronto Maple Leafs – (5) Detroit Red Wings
| 28. März 1939 | Toronto Maple Leafs Nick Metz (5:03) Gordie Drillon (9:36) Nick Metz (22:55) Gordie Drillon (24:10) | 4:1 (2:0, 2:1, 0:0) Spielbericht Stand: 1:0 | Detroit Red Wings Marty Barry (30:35) | Maple Leaf Gardens, Toronto, Ontario |

| 30. März 1939 | Detroit Red Wings Charlie Conacher (6:30) Don Deacon (15:00) Herbie Lewis (18:00) | 3:1 (3:1, 0:0, 0:0) Spielbericht Stand: 1:1 | Toronto Maple Leafs Gordie Drillon (9:00) | Detroit Olympia, Detroit, Michigan |

| 1. April 1939 | Toronto Maple Leafs Nick Metz (5:05) Gordie Drillon (16:48) Bob Davidson (48:20) Erwin Chamberlain (49:23) Gordie Drillon (65:42) | 5:4 n. V. (2:1, 0:1, 2:2, 1:0) Spielbericht Stand: 2:1 | Detroit Red Wings Don Grosso (15:14) Don Deacon (35:51) Charlie Conacher (44:46) Hec Kilrea (51:07) | Maple Leaf Gardens, Toronto, Ontario |

## Stanley-Cup-Finale

### (1) Boston Bruins – (3) Toronto Maple Leafs
| 6. April 1939 | Boston Bruins Woody Dumart (16:04) Bobby Bauer (56:31) | 2:1 (1:0, 0:0, 1:1) Spielbericht Stand: 1:0 | Toronto Maple Leafs Red Horner (53:54) | Boston Garden, Boston, Massachusetts |

| 9. April 1939 | Boston Bruins Roy Conacher (35:05) Mel Hill (36:18) | 2:3 n. V. (0:2, 2:0, 0:0, 0:1) Spielbericht Stand: 1:1 | Toronto Maple Leafs Erwin Chamberlain (8:55) Syl Apps (9:29) Elwin Romnes (70:38) | Boston Garden, Boston, Massachusetts |

| 11. April 1939 | Toronto Maple Leafs Gus Marker (59:10) | 1:3 (0:0, 0:0, 1:3) Spielbericht Stand: 1:2 | Boston Bruins Bobby Bauer (41:27) Roy Conacher (48:12) Jack Crawford (53:02) | Maple Leaf Gardens, Toronto, Ontario |

| 13. April 1939 | Toronto Maple Leafs | 0:2 (0:1, 0:0, 0:1) Spielbericht Stand: 1:3 | Boston Bruins Roy Conacher (2:20) Roy Conacher (52:55) | Maple Leaf Gardens, Toronto, Ontario |

| 16. April 1939 | Boston Bruins Mel Hill (11:40) Roy Conacher (37:54) Flash Hollett (59:23) | 3:1 (1:1, 1:0, 1:0) Spielbericht Stand: 4:1 | Toronto Maple Leafs Rudolph Kampman (18:40) | Boston Garden, Boston, Massachusetts |

### Stanley-Cup-Sieger
| Stanley-Cup-Sieger Boston Bruins | Torhüter: Frank Brimsek Verteidiger: Dit Clapper, Jack Crawford, Flash Hollett, Jack Portland, Eddie Shore Angreifer: Bobby Bauer, Roy Conacher, Bill Cowley, Woody Dumart, Harry Frost, Ray Getliffe, Red Hamill, Mel Hill, Gord Pettinger, Charlie Sands, Milt Schmidt, Cooney Weiland (C) Cheftrainer & General Manager: Art Ross |

In diesem Jahr wurden alle Spieler der Bruins, die in der Spielzeit zum Einsatz kamen und noch bei ihnen unter Vertrag standen, auf dem Stanley Cup verewigt. Pat McReavy, Terry Reardon und Jack Shewchuk hatten sich nach heutigen Maßstäben aufgrund zu weniger absolvierter Partien nicht automatisch für eine Berücksichtigung qualifiziert und werden offiziell nicht mehr zum Siegerteam gezählt.

## Beste Scorer
Abkürzungen: GP = Spiele, G = Tore, A = Assists, Pts = Punkte, PIM = Strafminuten; Fett: Bestwert
| Spieler           | Team    | GP | G | A  | Pts | PIM |
| ----------------- | ------- | -- | - | -- | --- | --- |
| Bill Cowley       | Boston  | 12 | 3 | 11 | 14  | 2   |
| Gordie Drillon    | Toronto | 10 | 7 | 6  | 13  | 4   |
| Roy Conacher      | Boston  | 12 | 6 | 5  | 11  | 12  |
| Mel Hill          | Boston  | 12 | 6 | 3  | 9   | 12  |
| Syl Apps          | Toronto | 10 | 2 | 6  | 8   | 2   |
| Charlie Conacher  | Detroit | 5  | 2 | 5  | 7   | 2   |
| Erwin Chamberlain | Toronto | 10 | 2 | 5  | 7   | 4   |
| Nick Metz         | Toronto | 10 | 3 | 3  | 6   | 6   |
| Milt Schmidt      | Boston  | 12 | 3 | 3  | 6   | 2   |
| Bobby Bauer       | Boston  | 12 | 3 | 2  | 5   | 0   |

## Beste Torhüter
Die kombinierte Tabelle zeigt die drei besten Torhüter in der Kategorie Gegentorschnitt sowie den jeweils Führenden in Shutouts und Siegen.
Abkürzungen: GP = Spiele, Min = Eiszeit (in Minuten), W = Siege, L = Niederlagen, GA = Gegentore, SO = Shutouts, GAA = Gegentorschnitt; Fett: Bestwert; Sortiert nach Gegentorschnitt.
Erfasst werden nur Torhüter mit 120 absolvierten Spielminuten.
| Spieler       | Team       | GP | Min    | W | L | GA | SO | GAA  |
| ------------- | ---------- | -- | ------ | - | - | -- | -- | ---- |
| Frank Brimsek | Boston     | 12 | 863:46 | 8 | 4 | 18 | 1  | 1,25 |
| Bert Gardiner | NY Rangers | 6  | 433:43 | 3 | 3 | 12 | 0  | 1,66 |
| Turk Broda    | Toronto    | 10 | 616:20 | 5 | 5 | 20 | 2  | 1,95 |